# Trachinotinae
Die Trachinotinae sind eine aus 21 Arten bestehende Unterfamilie  der Stachelmakrelen (Carangidae). Sie setzt sich aus den zwei rezenten Gattungen Lichia (1 Art) und Trachinotus (20 Arten) und der ausgestorbenen Gattung Paratrachinotus aus dem unteren Eozän zusammen.

## Merkmale
Alle Arten der Trachinotinae sind seitlich stark abgeflacht, langgestreckt (Lichia) oder hochrückig (Trachinotus) und mit kleinen Cycloidschuppen bedeckt. Sie werden 34 cm (Trachinotus stilbe) bis 2 Meter (Lichis amia) lang. Die Seitenlinie ist schuppenlos. Sie haben zehn Rumpfwirbel und 14 Schwanzwirbel. Die Afterflosse ist länger als der Abstand zwischen Bauchflossen und Afterflosse und meistens genau so lang wie die Rückenflosse. Die Rückenflosse hat 6 bis 7 Stacheln. Die von harten Flossenstrahlen gestützten Teile von Rücken- und Afterflosse sind verlängert. Brust- und Bauchflossen sind kurz. Die Schwanzflosse ist gegabelt. Im Schwanzflossenskelett finden sich 3 Epuralia und Hypuralia, die zu zwei Knochenplatten zusammengewachsen sind. Die Prämaxillare ist beweglich. Eine Supramaxillare (ein Kieferknochen) fehlt. Die Anzahl der Branchiostegalstrahlen liegt bei sieben bis acht. Der hintere Abschnitt des Parasphenoid ist stark erweitert.

## Belege
1. 1 2  Lichia auf Fishbase.org (englisch)
2. ↑  Trachinotus auf Fishbase.org (englisch)
3. ↑  Joseph S. Nelson, Terry C. Grande, Mark V. H. Wilson: Fishes of the World. Wiley, Hoboken, New Jersey, 2016, ISBN 978-1118342336. Seite 387.
4. 1 2  A. F. Bannikov: On the taxonomy, composition and origin of the family Carangidae. Journal of Ichthyology 27(1):1-8 · Januar 1987 PDF. Seite 5.
5. ↑  Trachinotus stilbe auf Fishbase.org (englisch)